# Sossais
Sossais ist eine französische Gemeinde mit 414 Einwohnern (Stand 1. Januar 2022) im Département Vienne in der Region Nouvelle-Aquitaine (vor 2016 Poitou-Charentes); sie gehört zum Arrondissement Châtellerault und zum Kanton Châtellerault-2 (bis 2015 Lencloître).

## Geographie
Sossais liegt etwa zwölf Kilometer westnordwestlich von Châtellerault. Umgeben wird Sossais von den Nachbargemeinden Saint-Christophe im Norden und Nordwesten, Saint-Gervais-les-Trois-Clochers im Norden, Thuré im Osten, Saint-Genest-d’Ambière im Süden, Orches im Westen sowie Sérigny im Nordwesten.

## Bevölkerungsentwicklung
| Jahr                      | 1962 | 1968 | 1975 | 1982 | 1990 | 1999 | 2006 | 2013 |
| Einwohner                 | 413  | 396  | 411  | 375  | 413  | 399  | 395  | 465  |
| Quelle: Cassini und INSEE |      |      |      |      |      |      |      |      |

## Sehenswürdigkeiten
- Kirche St-Jean-l’Evangeliste, Monument historique seit 1937 (siehe auch: Liste der Monuments historiques in Sossais)